# Хуан Гунван

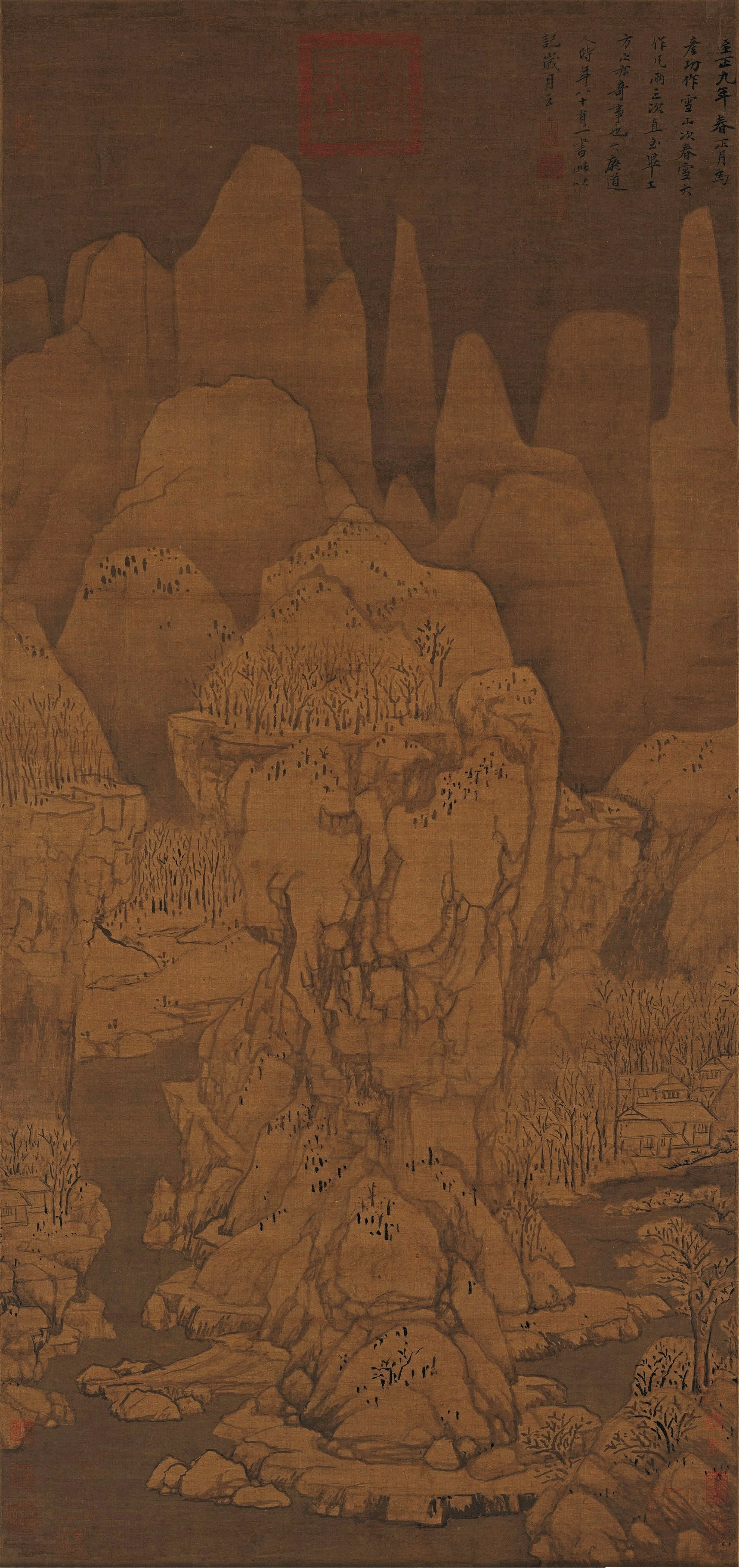
Хуан Гунван. Девять вершин после снегопада. Гугун, Пекин.

Хуан Гунван (кит. 黃公望 ; род. 1269 г. — ум. 1354 г.) — выдающийся китайский художник эпохи Юань.
Хуан Гунван принадлежит к «Четырём великим мастерам эпохи Юань», среди которых наряду с ним называют Ни Цзаня, У Чжэня и Ван Мэна. Это не творческое объединение художников, а форма признания их таланта и вклада в китайскую живопись сделанная потомками. Этот традиционный состав из четырёх юаньских художников утвердил своим мнением авторитетный минский теоретик и живописец Дун Цичан (1555—1636).

## Биография
Имя Хуан Гунвана при рождении было Лу Цзянь, он родился в 1269 году в Чаншу (пров. Цзянсу). В десятилетнем возрасте мальчик осиротел и был усыновлён бездетным Хуаном Лэ из Юнцзя, сменив при этом имя на Хуан Гунван. Впоследствии художник пользовался несколькими псевдонимами, отражающими его образ жизни или душевный настрой — И-фэн (Одинокий горный пик), И-фэн шаньжэнь (Живущий в горах на одинокой вершине), Цзиншу (Обитель чистоты), Да-чи (Превеликий глупец), Да-чи даожэнь (Даос, одержимый превеликой глупостью), Цзинси даожэнь (Даос что к западу от колодца).
В 1280 году одиннадцатилетний Хуан демонстрирует свою начитанность в книгах классического канона на уездных государственных экзаменах. Это открыло перед ним перспективу успешной чиновничьей карьеры. В это время в Китае устанавливается власть монгольской династии Юань со всеми вытекающими последствиями — политическим гнётом и беззаконием.

Став зрелым человеком, Хуан Гунван пытается принять участие в государственной деятельности. Несмотря на препоны со стороны чиновников, ему удаётся провести упорядочение земельных законов в западных районах провинции Чжэцзян. Вскоре его отзывают в столицу, где он прослужил несколько лет, и, в конце концов, через придворную администрацию Хуан Гунван оказывается впутанным в судебное дело, связанное с налоговыми нарушениями. Его посадили в тюрьму, в которой он находился несколько лет под угрозой смертной казни. В 1313 году после освобождения из-под стражи Хуан Гунван оставил государственную службу и уехал на родину. С этого момента он присоединился к образованным людям, которые не хотели служить монголам, выражая таким пассивным образом свой политический протест.
В это время Хуан Гунван увлекся даосской мистикой, и, поселившись в 1314 году в Сунцзяне (Цзянсу), занимался искусством предсказания судьбы, основанном на анализе и толковании определённых иероглифических знаков. В 1315 году он вернулся в окрестности родного Чаншу, и жил в одинокой хижине в горах Юйшань, освободившись от всех ритуалов и общественных обязанностей.
Хуан Гунван увлекался историей, владел даром литературного слога и искусством каллиграфии, был известен как музыкант и поэт, но лишь во время жизни в горах, в 1318 году, в возрасте почти 50-и лет он занялся живописью. Это занятие, как у большинства китайских художников, связано у Хуан Гунвана не только с чувственным постижением мира, но и с философским его осмыслением. Ему была близка этико-философская школа «неодаосизма» (синьдаоцзяо), вокруг которой группировались видные учёные-литераторы и художники того времени — Ян Вэйчжэнь, Чжан Юй, Фан Цунъи, Гу Чжунъин. В этом «учении о всеединой правде» (цюаньчжэньцзяо) осуществлялся синтез даосизма и отдельных положений конфуцианства и буддизма. Пятнадцать принципов-заповедей этого «триединого учения» (саньцзяо) имели гуманистическую направленность и противопоставлялись прагматическому догматизму официальной идеологии юаньской администрации с её предпочтением примитивно-утилитарного толкования буддизма. С 1329 года совместно с Ни Цзанем Хуан Гунван принимает активное участие в деятельности школы «неодаосизма», а в 1334 году при его непосредственном участии создаётся храмовая школа «триединого учения» (Саньцзяотан) в Сучжоу.
Философские искания Хуан Гунвана совпадают с быстрым ростом его живописного дарования. Этому способствует тесное сотрудничество с Ни Цзанем и другими крупнейшими пейзажистами этого периода — У Чжэнем и Ван Мэном, которые тоже были независимыми оппозиционерами юаньскому режиму. О сотрудничестве свидетельствует ряд совместных с ними произведений, а также многочисленные надписи, сделанные его рукой на их картинах. В 1338 году художник отправляется в длительное путешествие к берегам озера Сиху, весьма плодотворное в художественном плане. Его известность как мудреца и живописца растёт, у него появились последователи, и около 1340 года он пишет трактат «Тайны изображения пейзажа», который, по всей вероятности, был задуман как пособие для учеников, поскольку содержит и практические советы по живописной технике, и теоретические высказывания. В 1347 году после возвращения в Фуян он долгое время жил вместе с известным даосским проповедником Уюном в окрестностях гор Фучуньшань и одноимённой реки Фучуньцзян. Там между 1347 и 1350 годами Хуан Гунван создал свой знаменитый свиток с видом этой местности. Спустя три года художник умер.

## Творчество
Раннее творчество художника находилось под сильным влиянием Дун Юаня и Цзюй Жаня, но очень скоро он выработал собственный стиль, создав, согласно записям, около 130-и картин (большинство не сохранилось).
Первое произведение Хуан Гунвана — «Осенние горы» датируется 1333 годом, однако оно известно только из письменных источников. В очень плодотворный период с 1338 по 1347 год художник создал целую серию пейзажей — «Осенние горы в своей беспредельности», «Божественная гора», «Вечерняя дымка над горным селением» и другие.

Хуан Гунван. Чистота после внезапного снега. ок. 1340. Гугун, Пекин.

Среди них есть довольно необычная работа «Чистота после внезапного снега». Это небольшой свиток, написанный как приложение к каллиграфическому произведению Чжао Мэнфу. Чжао написал для Хуана четыре больших иероглифа, взятых из письма великого каллиграфа IV века Ван Сичжи, которое сохранилось в копиях. Некоторое время спустя, около 1340 года, Хуан Гунван подарил свой свиток некоему Мо Цзинсину как приложение, иллюстрирующее этот короткий текст.
За исключением красного пигмента, которым нарисовано зимнее солнце, вся работа выполнена одной чёрной тушью. На свитке изображён большой дом в долине окружённой скалами. Внутри дома находится статуя Будды, видна лишь её нижняя часть, лотос, на котором восседает Будда, и курительница с фимиамом. Весь свиток написан мягкой и лёгкой кистью, однако, несмотря на предельную мягкость кисти, Хуан Гунван выстроил монументальные конструкции гор так, что они выглядят объёмно и внушительно. Обозначив плоские вершины и боковые склоны сериями угловатых мазков, художник даёт возможность зрителю оценить всю их мощь.

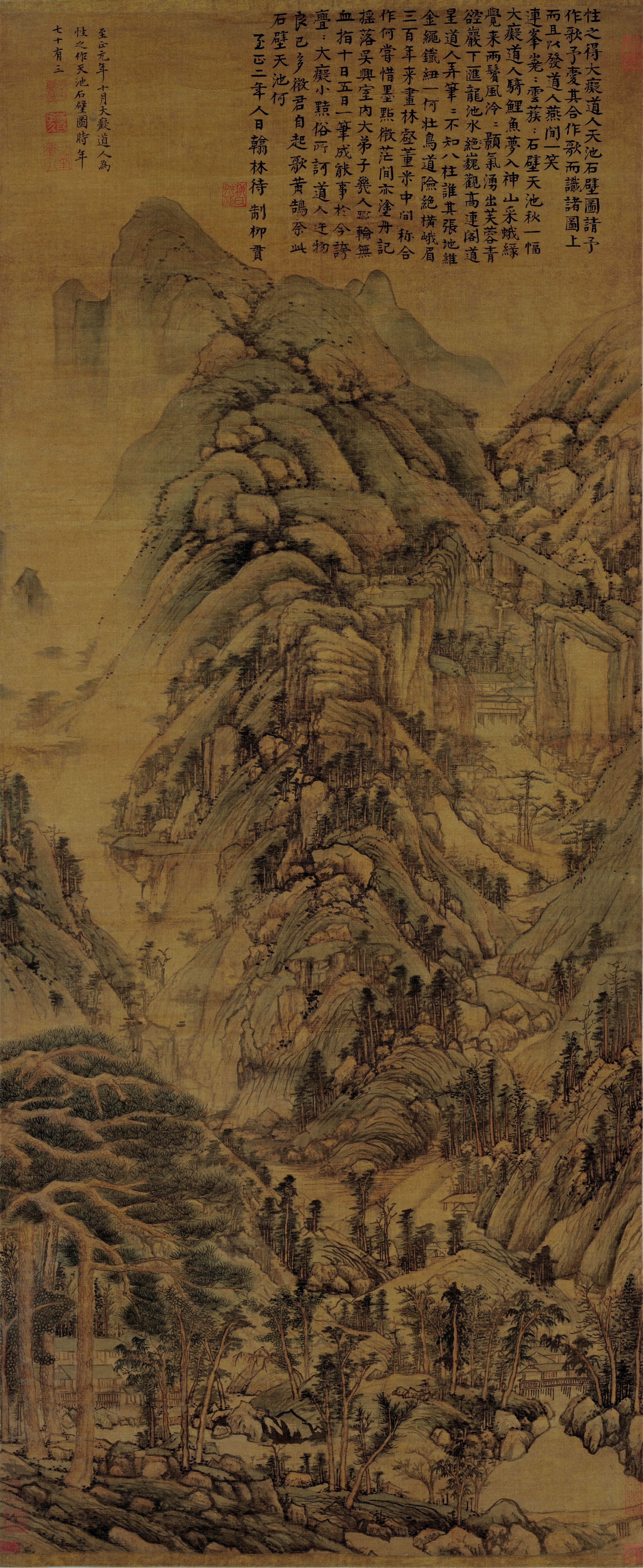
Хуан Гунван. Каменный утёс возле небесного пруда. 1341 г. Гугун, Пекин.

Хуан Гунван является создателем особой разновидности изображения горных массивов. Его картина «Каменный утёс возле небесного пруда» не превозносилась потомками так сильно, как его знаменитый пейзаж «Жилище в горах Фучунь», однако это самое раннее из существующих произведений, в котором ландшафтные массы скомпонованы в динамическом взаимодействии частей; их очертания имеют тенденцию к геометризации, то есть, сведены к простым арковидным или яйцевидным формам, повторяющим одна другую с такой степенью регулярности, что этот метод художника можно назвать модульным конструированием. Абстрактно-отвлечённый характер картины является результатом этого метода, основанного на соподчинённости различных отдельных форм, которые предельно чётко смонтированы для выполнения своих композиционных функций даже с некоторым ущербом для живописных и изобразительных качеств. Художники позднейших времён, среди которых были и Дун Цичан, и «Четыре Вана» раннецинского периода, весьма почитали это произведение, и посвящали много времени разработке сути его динамического формализма.
На картине изображена реальная местность, расположенная в горах Хуа недалеко от Сучжоу, но точно определить это место очень трудно, хотя картины такого типа имели цель «создать ощущение», что зритель действительно побывал в том месте. Внимание художника было поглощено горами, а несколько домиков под высокими соснами внизу свитка, как и все строения на картинах Хуана, нарисованы схематично, практически лишая его работы повествовательного элемента. Шёлк на этом свитке очень сильно потемнел, что мешает истинной оценке достоинств произведения, однако оно вряд ли было в меньшей степени существенным для развития юаньского пейзажа, чем знаменитый свиток «Жилище в горах Фучунь».

## «Жилище в горах Фучунь»
После 1347 года, когда художник вернулся в Фуян и поселился в горах, он создал два самых известных своих шедевра — «Девять вершин после снегопада» (Гугун, Пекин), и «Жилище в горах Фучунь». Из них последний — самый знаменитый, он является как бы визитной карточкой художника.
У этого свитка очень богатая история. Хуан Гунван начал писать его в 1348 году для своего друга, даосского учителя Уюна (Уюн — означает «никчёмный», это самоироничное прозвище даоса). В своей надписи на свитке художник сообщает следующее: "В седьмой год эры Чжи-чжэн я вернулся в горную хижину в горах Фучуньшань. Вместе со мной был учитель Уюн. На досуге я с кистями взбирался на Южную Башню, и писал этот свиток. Однако работа шла медленно, порою покидало вдохновение, и я всё вносил и вносил какие-нибудь поправки. Так прошло 3-4 года, а картина всё не была закончена. Вероятно, находясь среди гор, я душой-то парил где-то в иных краях. Сегодня я специально вернулся к картине и целый день не расставался с кистью, Уюн тому свидетель. Досужие критики пусть сначала заглянут в конец свитка, тогда возможно поймут, чего стоило его успешное завершение. В год Синего Дракона накануне праздника написал "Даос, одержимый великой глупостью в храме «Остановившихся знаний».
Действительно, Хуан Гунван в течение нескольких лет возвращался к этому свитку, возил его с собой повсюду, и закончен он был, судя по всему, второпях: в начале и в конце свитка быстрота кисти и импровизированные формы отличаются. Впрочем, это характерно для всех передовых юаньских произведений, начиная со свитка Чжао Мэнфу «Осенние краски вокруг гор Цяо и Хуа». Но никто до Хуан Гунвана не смог так удачно соединить естественные, великолепно сконструированные формы ландшафта с эффектом полуимпровизации. В этом свитке Хуан Гунван перенял метод работы кистью Чжао Мэнфу, когда переплетающиеся сухие мазки создают иллюзию материальности предметов. Однако работа Хуана гораздо разнообразнее: наложение более тёмной туши на более светлую, более сухих мазков на более влажные, отражающие длительное вызревание картины, создают большое разнообразие текстур и эффектную передачу объёмов. Такая техника работы кисти позволила художнику выстроить динамические комплексы масс, не прибегая к чёткой обрисовке контуров и к градациям размывов. В свитке Хуана совсем мало атмосферной дымки — романтические туманы уничтожили бы структурную ясность его работы. Несколько клочков тумана присутствуют, но они не играют никакой роли в способе передачи пространства, которое, как в северосунском пейзаже, представлено в виде интервалов между чётко разделёнными горными массами.

Хуан Гунван. Жилище в горах Фучунь. Вторая часть. 1348—1350. Гугун, Тайбэй.

Век спустя «Жилище в горах Фучунь» волею судеб оказывается в коллекции минского мастера Шэнь Чжоу (1427—1509) (на свитке есть его надпись). Далее, согласно канонической версии, Шэнь Чжоу отдаёт его некоему каллиграфу для надписи, сын которого передаёт свиток кому-то ещё. Сменив несколько хозяев, он оказывается в собрании известного минского художника и коллекционера Дун Цичана, оставившего на свитке восторженный отзыв, в котором в частности пишет: «В свитке с изображением горы Фучуньшань отклик души уносится в необычайное, парит. Вобрав в себя приёмы разных мастеров, Цзы-цзю переплавил их на свой лад, ушёл от проторённых путей. Поистине веришь, что перед тобой произведение небожителя, парящего над лесом искусств, далеко от пыли мирской суеты».
После Дун Цичана произведение попадет в коллекцию некоего У Чжэнчжи, который перед смертью завещает её сыну — У Хунъю. Тот так любил этот свиток, что распорядился сжечь его в случае своей смерти. Свиток был спасён племянником владельца, который буквально вытащил его из огня; в результате часть свитка была утрачена, а оставшиеся от него куски представляют собой два фрагмента разной длины. Одна часть, размером чуть более полуметра, была переименована в «Ломанные горы» и в конце концов оказалась в Музее провинции Чжэцзян в Ханчжоу. Вторая, длинная часть свитка, побывав в коллекциях двух цинских чиновников, оказалась в собрании императорского дворца. Считавший себя знатоком живописи император Цяньлун решил, что это подделка; его ошибка была обнаружена только в 1816 году, в правление императора Цзяцина. В конце концов, гоминьдановцы увезли свиток на Тайвань, где он до сих пор и хранится в Дворцовом музее Тайбэя.

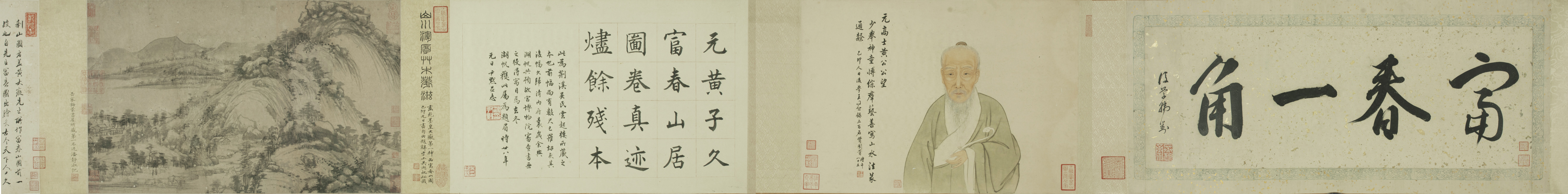
Хуан Гунван. Жилище в горах Фучунь. Первая часть. Музей провинции Чжэцзян.

Шедевр Хуан Гунвана вдохновил многих известных мастеров последующих эпох на создание «Пейзажей Фучуньшань» в подражание его кисти. Среди подражателей есть известные имена — Сяо Юньцун (1596—1673), Ван Цзянь (1598—1677), Мэй Цин (1623 −1697), Юнь Шоупин (1633—1690), Ван Юаньци (1642—1714), Дао Цзи (1630—1717). Хуан Биньхун (1864—1955). Однако исследователи отмечают, что позднейшие копиисты утратили эффект спонтанности, присущий свитку Хуана, своими усердными, более схематичными и менее естественно выглядящими версиями композиционной формулы этого живописца.

## Се шаньшуй цзюэ
Трактат Хуан Гунвана «Тайна написания пейзажа» (Се шаньшуй цзюэ) посвящён анализу живописных приёмов великих пейзажистов X века — Дун Юаня и Цзюйжаня. С самого начала мастер предостерегает против недочётов в пейзажной живописи. Он сводит их к четырём порокам: первый — это се — приверженность к неправильной живописной школе; второй — тянь — внешняя привлекательность, красивость, стремление нравиться как можно большему числу зрителей; третий — су — вульгарность; четвёртый — лай — мошенничество, то есть механическое соединение фрагментов из классических образцов живописи, недостаток самостоятельности. Протест против броскости, изощрённости и внешней привлекательности, которые понимались как знаки вульгарности, был знамением времени, в котором жил Хуан Гунван.
Хуан Гунван требовал от пейзажистов строгого соблюдения принципа геомантии фэншуй, которая в этот период тесно была связана с принципами физиогномики сянфа. С особой силой, по мнению художника, этот принцип выявился в пейзажах Ли Чэна и Ми Фэя. В трактате Хуан Гунвана получает дальнейшее развитие теория перспективы, он, в частности, по-своему осмысляет теорию Го Си о «трёх далях». Важнейшим моментом в живописи он, как и Су Ши, считал выражение первопринцип бытия ли. Подобно Го Си и другим великим мастерам пейзажа он утверждал этический принцип, согласно которому натура художника, его духовно-нравственная цельность предопределяют совершенство живописного произведения.